# ドナテラ・ヴェルサーチ
ドナテッラ・ヴェルサーチェ（Donatella Versace、1955年5月2日 - ）はイタリアの女性ファッションデザイナー。

## 概要
イタリアのレッジョ・ディ・カラブリア出身。母親がブティックを経営していたため、はやくからファッション業界に親しんでいた。1970年代半ばから、すでにデザイナーとして活躍していた兄のジャンニの後を追ってニットウェアのデザインを始める。
その後1980年代に入ると、その人気が絶頂を迎えていた「ジャンニ・ヴェルサーチ」の参加各ブランドのデザイナーとしてジャンニをサポートする。
1997年7月15日に、ジャンニがマイアミ・ビーチにある別荘の入口で暗殺された後に、「ジャンニ・ヴェルサーチ」の専任デザイナーに就任した。